# Hampus Kärnman
Hampus Per Kärnman, född 27 december 1989 i Oscar Fredriks församling i Göteborg, är en svensk bandyspelare. Kärnman spelar för den svenska elitserieklubben IFK Kungälv. 
Kärnman kom till Kungälv från Kareby IS. Hans moderklubb är Höjden SK. Under säsongen 2008/2009 gjorde han elitseriedebut mot Broberg/Söderhamn som libero. Sedan säsongen 2009/2010 har han varit given i lagets startelva och fick även debutera i landslagssammanhang med U23-landslaget 2009 då han blev uttagen av Anders Uhlin.